# 拟紫堇马先蒿
拟紫堇马先蒿（学名：Pedicularis corydaloides）是列当科马先蒿属的植物，为中国的特有植物。分布在中国大陆的西藏、云南等地，生长于海拔3,200米至3,800米的地区。